# 쓰쿠시촌
쓰쿠시촌(津久志村)은 히로시마현 세라군에 있던 촌이다. 현재의 세라군 세라정의 일부에 해당한다.

## 참고문헌
- 가도카와 일본 지명 대사전 34 広島県
- 『市町村名変遷辞典』東京堂出版、1990年。